# روكينغهام (فيرمونت)
روكينغهام (بالإنجليزية: Rockingham, Vermont)‏ هي بلدة تقع بولاية فيرمونت في الولايات المتحدة. تبلغ مساحتها 109.6 (كم²)، وترتفع عن سطح البحر 316 م، بلغ عدد سكانها 5309 نسمة في عام 2000 حسب إحصاء مكتب تعداد الولايات المتحدة وتصل الكثافة السكانية فيها 48.9 نسمة/كم2.

## أعلام
- جوناثان بلانشارد
- وارن فيلت إيفانز
- إس. إس. ديفيس

## وصلات خارجية
- The US50 - Cities and Towns in Vermont State
- Vermont Cities and Towns, Facts, Map, Flag, Colleges, Government, and More